# Калапот
Калапот (грч. Πανόραμα, Панорама) је насељено место у општини Просечен у периферији Источна Македонија и Тракија, Грчка. Према попису из 2021. године било је 20 становника.
Према бугарском географу и историчару, Василу Канчову, у Калапоту је 1900. године живело 2.500 Словена хришћана. Током Другог балканског рата грчка војска је запалила село а становништво је избегло у Бугарску, тако је на попису из 1920. године Калапот имао само 258 житеља. Избегло становништо је највише насељено у месту Гоце Делчев, где су основали своје насеље Калапотска махала. Године 1924. принудно је исељено 55 Словена у Бугарску а на њихово место је насељено 46 грчких избегличких породица, укупно 161 особа. На попису из 1928. године Калапот је имао 256 становника, од чега су Грци били већина. За време 1945—1946. године грчке десничарске снаге су вршиле велики притисак да се пресостало словенско становништво исели у Бугарску, што су у највећој мери и успеле.